# Draft 2021 de la NBA
2020 2022
La draft 2021 de la NBA est la 75e draft annuelle de la National Basketball Association (NBA), se déroulant en amont de la saison 2021-2022. Elle est programmée le 29 juillet 2021 au Barclays Center de Brooklyn.
La draft de la NBA est un événement annuel où les joueurs des universités ayant au moins 19 ans le jour de la draft et ayant quitté le lycée depuis au minimum 1 an sont choisis pour jouer dans une équipe professionnelle de la National Basketball Association (NBA). Les joueurs étrangers de plus de 19 ans sont eux aussi éligibles.
La loterie annuelle est prévue le 22 juin et la Draft Combine doit se dérouler du 21 au 27 juin. La loterie pour désigner la franchise qui choisit en première un joueur, consiste en une loterie pondérée : parmi les équipes non qualifiées en playoffs, les chances de remporter le premier choix sont de 14% pour les trois plus mauvaises équipes, et de 0,5% pour la « moins mauvaise », où chaque équipe se voit confier aléatoirement 140 à 5 combinaisons différentes.
Cade Cunningham est sélectionné en premier choix par les Pistons de Détroit, en provenance des Cowboys d'Oklahoma State.
Scottie Barnes, quatrième choix de la draft, sélectionné par les Raptors de Toronto, remporte le titre de NBA Rookie of the Year à l'issue de la saison.

## Règles d'éligibilité
La draft est menée en vertu des règles d'admissibilité établies dans la nouvelle convention collective de 2011, désignée sous le terme de Collective Bargaining Agreement ou CBA. Cette convention est signée entre la ligue et le syndicat des joueurs. Le CBA qui a mis fin au lock-out de 2011 n'a institué aucun changement immédiat à la draft, mais a appelé à un comité de propriétaires et de joueurs pour discuter des changements à venir. À partir de 2012, les règles d'admissibilité de base pour la draft sont listées ci-dessous :
- Tous les joueurs repêchés (draftés) doivent avoir au moins 19 ans au cours de l'année civile de la draft. En termes de dates, les joueurs admissibles au repêchage de 2019 doivent être nés avant le 31 décembre 2000[6].
- Tout joueur qui n'est pas un « joueur international », tel que défini par le CBA, doit être retiré au moins un an de sa classe de lycée[6]. Le CBA définit les « joueurs internationaux » comme des joueurs qui ont résidé de manière permanente en dehors des États-Unis pendant trois ans avant la draft, qui n'ont pas terminé l'école secondaire aux États-Unis, et n'ont jamais été inscrits dans un collège ou une université américaine[6].

L'exigence de base pour l'admissibilité automatique pour un joueur américain est l'achèvement de son admissibilité universitaire. Les joueurs qui répondent à la définition du CBA des « joueurs internationaux » sont automatiquement admissibles si leur 22e anniversaire tombe pendant l'année civile de la draft (c'est-à-dire nés avant le 31 décembre 1997). Les joueurs américains qui ont arrêté au moins un an leurs études secondaires et qui ont joué au basket-ball dans les ligues mineures avec une équipe en dehors de la NBA sont également automatiquement admissibles.
Un joueur qui n'est pas automatiquement admissible doit déclarer son éligibilité pour la draft en informant les bureaux NBA par écrit au plus tard 60 jours avant la draft. Pour la draft de 2019, cette date est tombée le 21 avril. Selon les règles de la NCAA, les joueurs ont seulement jusqu'en avril pour se retirer de la draft et de maintenir leur admissibilité universitaire.
Un joueur qui a embauché un agent perd son admissibilité pour les années universitaires restantes. En outre, le CBA permet à un joueur de se retirer de la draft à deux reprises.
La NBA annonce le 26 février 2021 que pour ce repêchage uniquement, tous les joueurs universitaires qui souhaitent participer au repêchage, quelle que soit leur classe, doivent déclarer leur éligibilité. En octobre 2020, la pandémie de Covid-19 conduit la NCAA à déclarer que la saison 2020-2021 ne serait pas comptée dans l'éligibilité universitaire d'un joueur de basket-ball. En raison de la décision de la NCAA, tous les seniors universitaires de la saison 2020-2021 ont une saison d'éligibilité restante. La ligue est tenue de consulter le syndicat des joueurs et la NCAA pour déterminer si elle exige que les seniors se retirent du projet (ce qui a été mis en œuvre par la NFL pour son projet de 2021, affecté par une décision similaire de la NCAA pour le football américain) ou si elle exige un opt-in, cette dernière option étant choisie.

## Candidats

### Joueurs universitaires
80 joueurs (internationaux ou universitaires) se sont inscrits pour cette draft. Ce nombre ne prend pas en compte le reste des joueurs automatiquement éligibles.
En ce qui concerne les joueurs universitaires, seuls les quinze joueurs senior les plus pressentis pour être draftés lors de cette édition sont mentionnés (en gras). Ainsi, la liste des joueurs ayant effectué l'intégralité de leur cursus universitaire (qui sont donc automatiquement éligibles) n'est pas exhaustive. En revanche, tous les underclassmen (joueurs n'ayant pas fini leur cursus universitaires) sont listés.
| Année | Freshman : 1re année | Sophomore : 2e année | Junior : 3e année | Senior : 4e année |

| Poste | G : meneur - arrière | F : ailier - ailier fort | C : pivot |

- Santi Aldama – F, Loyola (sophomore)
- Joël Ayayi – G, Gonzaga (junior)
- Dalano Banton – G, Nebraska (sophomore)
- Scottie Barnes – F, Florida State (freshman)
- Charles Bassey – C, Western Kentucky (junior)
- / Giorgi Bezhanishvili – F, Illinois (junior)
- Brandon Boston Jr. – G/F, Kentucky (freshman)
- James Bouknight – G, Connecticut (sophomore)
- Pedro Bradshaw – G, Bellarmine (junior)
- Greg Brown III – F, Texas (freshman)
- Jared Butler – G, Baylor (junior)
- D. J. Carton – G, Marquette (sophomore)
- Justin Champagnie – F, Pittsburgh (sophomore)
- Josh Christopher – G, Arizona State (freshman)
- Sharife Cooper – G, Tigers d'Auburn (freshman)
- Derek Culver – C, West Virginia (junior)
- Sam Cunliffe – G, Evansville (junior)
- Cade Cunningham – G, Oklahoma State (freshman)
- Darius Days – F, LSU (junior)
- Oscar da Silva – F, Stanford (senior)
- Ayo Dosunmu – G, Illinois (junior)
- Chris Duarte – G, Oregon (senior)
- David Duke Jr. – G, Providence (junior)
- Nojel Eastern – G, Howard (junior)
- Kessler Edwards – F, Pepperdine (junior)
- Luka Garza – C, Iowa (senior)
- RaiQuan Gray – F, Florida State (junior)
- Alan Griffin – G, Syracuse (junior)
- Quentin Grimes – G, Houston (junior)
- Aaron Henry – F, Michigan State (junior)
- Jay Huff – C, Virginia (senior)
- Feron Hunt – F, SMU (junior)
- Matthew Hurt – F, Duke (sophomore)
- Nah'Shon Hyland – G, VCU (sophomore)
- Isaiah Jackson – C, Kentucky (freshman)
- David Johnson – G, Louisville (sophomore)
- Jalen Johnson – F, Duke (freshman)
- Keon Johnson – G, Tennessee (freshman)
- Herbert Jones – F, Alabama (senior)
- Kai Jones – C, Texas (sophomore)
- Corey Kispert – F, Gonzaga (senior)
- Balša Koprivica – C, Florida State (sophomore)
- A. J. Lawson – G, South Carolina (junior)
- Scottie Lewis – G, Florida (sophomore)
- Isaiah Livers – F, Michigan (senior)
- / Sandro Mamukelashvili – C, Seton Hall (senior)
- Tre Mann – G, Florida (sophomore)
- Miles McBride – G, West Virginia (sophomore)
- Mac McClung – G, Texas Tech (junior)
- Davion Mitchell – G, Baylor (junior)
- Evan Mobley – C, USC (freshman)
- Moses Moody – G, Arkansas (freshman)
- Trey Murphy III – F, Virginia (junior)
- RJ Nembhard – G, TCU (junior)
- Joel Ntambwe – F, Texas Tech (sophomore)
- EJ Onu – C, Shawnee State (senior)
- John Petty Jr. – G, Alabama (senior)
- Yves Pons – F, Tennessee (senior)
- Jason Preston – G, Ohio (junior)
- Joshua Primo – G, Alabama (freshman)
- Neemias Queta – C, Utah State (junior)
- Austin Reaves – G, Oklahoma (senior)
- Jeremiah Robinson-Earl – F, Villanova (sophomore)
- Damion Rosser – G, New Orleans (junior)
- Olivier Sarr – C, Kentucky (senior)
- Day’Ron Sharpe – C, North Carolina (freshman)
- Jericho Sims – C, Texas (senior)
- Javonte Smart – G, LSU (junior)
- Jaden Springer – G, Tennessee (freshman)
- TJ Starks – G, Cal State Northridge (junior)
- DJ Steward – G, Duke (freshman)
- D. J. Stewart Jr. – G, Mississippi State (sophomore)
- Jalen Suggs – G, Gonzaga (freshman)
- Cameron Thomas – G, LSU (freshman)
- JT Thor – F, Auburn (freshman)
- Franz Wagner – F, Michigan (sophomore)
- Kyree Walker – F, Hillcrest Prep Academy (diplômé)
- Duane Washington Jr. – G, Ohio State (junior)
- Trendon Watford – F, LSU (sophomore)
- Romeo Weems – F, DePaul (sophomore)
- Joe Wieskamp – F, Iowa (junior)
- Aaron Wiggins – F, Maryland (junior)
- Brandon Williams – G, Arizona (sophomore)
- Ziaire Williams – F, Stanford (freshman)
- Bryce Wills – G, Stanford (junior)
- McKinley Wright IV – G, Colorado (senior)
- Marcus Zegarowski – G, Creighton (junior)

### Joueurs internationaux
La citoyenneté n'est pas un critère pour déterminer si un joueur est "international" sous le CBA.
Pour qu'un joueur soit "international" sous le CBA, il doit répondre à tous les critères suivants :
- Résident à l'extérieur des États-Unis depuis au moins trois ans au moment de la draft.
- N'a pas terminé son cursus universitaire.
- N'a jamais été inscrit dans une université américaine.

Les joueurs qui remplissent le critère de "joueur international" sont automatiquement éligibles s'ils répondent à n'importe quel critère suivant : 
- Ils ont/auront 22 ans durant l'année civile de la draft. Ainsi, pour cette draft, les joueurs nés entre le 1er janvier et le 31 décembre 1999 sont automatiquement éligibles.
- Ils ont signé un contrat avec une équipe professionnelle dans le monde, hors NBA, et ont joué sous ce contrat.

Ci-dessous apparaissent les 8 joueurs internationaux nés en 2000 ou après s'étant inscrits pour la draft. Ils ont eu jusqu'à 10 jours avant le début de l'événement pour enlever leur nom s'ils le souhaitaient. De plus, bien que non mentionnés, tous les joueurs internationaux nés en 1999 sont automatiquement éligibles.
- Juhann Begarin – G, Paris Basketball (France)
- Vrenz Bleijenbergh – G, Telenet Giants Antwerp (Belgique)
- Biram Faye – C, Bàsquet Girona (Espagne)
- Usman Garuba – F/C, Real Madrid (Espagne)
- Josh Giddey – G, Adelaide 36ers (Australie)
- Rokas Jokubaitis – G, Žalgiris Kaunas (Lituanie)
- Alperen Şengün – C, Beşiktaş JK (Turquie)
- Amar Sylla – F/C, Filou Oostende (Belgique)

### Autres joueurs candidats automatiquement
Le critère d'admissibilité varie légèrement selon que le joueur est « international » ou non.
Pour les joueurs non internationaux, le contrat peut être avec une équipe non américaine. Les joueurs qui ne remplissent pas le critère de "joueur international" sont automatiquement éligibles s'ils répondent à n'importe quel critère suivant :
- Ils ont terminé les quatre années de leur cursus au College.
- Ils sont diplômés d'une High School aux États-Unis depuis au moins quatre ans et n'ont pas intégré un College ou une université américaine entre-temps.
- Ils ont signé un contrat professionnel avec n'importe quelle équipe dans le monde, hors NBA, et ont joué sous ce contrat.

| Joueur           | Position | Équipe                             | Note                                                        | Réf. |
| ---------------- | -------- | ---------------------------------- | ----------------------------------------------------------- | ---- |
| Jalen Green      | G        | NBA G League Ignite (NBA G League) | Professionnel depuis 2020                                   |      |
| Owen Hulland     | F        | Adelaide 36ers (Australie)         | A quitté Hawaï en 2020, statut professionnel depuis 2020    |      |
| Jonathan Kuminga | F        | NBA G League Ignite (NBA G League) | Professionnel depuis 2020                                   |      |
| Daishen Nix      | G        | NBA G League Ignite (NBA G League) | Professionnel depuis 2020                                   |      |
| Filip Petrušev   | F/C      | KK Mega Basket (Serbie)            | A quitté Gonzaga en 2020, statut professionnel depuis 2020  |      |
| Isaiah Todd      | F        | NBA G League Ignite (NBA G League) | Professionnel depuis 2020                                   |      |
| Isaac White      | G        | Illawarra Hawks (Australie)        | A quitté Stanford en 2020, statut professionnel depuis 2020 |      |

## Loterie de la draft
Les 14 premiers choix de la draft appartiennent aux équipes qui ont raté les playoffs NBA, aussi appelés séries éliminatoires par les francophones d'Amérique du Nord. L'ordre a été déterminé par un tirage au sort. La loterie (lottery) a déterminé les trois équipes qui obtiennent les trois premiers choix de la draft (et leur ordre de choix). Les choix de premier tour restant et les choix du deuxième tour sont affectés aux équipes dans l'ordre inverse de leur bilan victoires-défaites lors de la saison 2020-2021. La loterie de la draft se déroule le 22 juin 2021. Les Pistons de Détroit obtiennent le premier choix à l'issue de la loterie.
Ci-dessous les chances de chaque équipe pour la loterie de la draft 2021.
| ^ | Signale le résultat de la loterie |

| Équipe                          | Bilan 2020-2021 | Chances d'avoir la loterie | Choix | Choix | Choix | Choix | Choix | Choix | Choix | Choix | Choix | Choix | Choix | Choix | Choix | Choix |
| Équipe                          | Bilan 2020-2021 | Chances d'avoir la loterie | 1er   | 2e    | 3e    | 4e    | 5e    | 6e    | 7e    | 8e    | 9e    | 10e   | 11e   | 12e   | 13e   | 14e   |
| ------------------------------- | --------------- | -------------------------- | ----- | ----- | ----- | ----- | ----- | ----- | ----- | ----- | ----- | ----- | ----- | ----- | ----- | ----- |
| Rockets de Houston              | 17-55           | 140                        | 14,0  | 13,4  | 12,7  | 11,9  | 47,9  | —     | —     | —     | —     | —     | —     | —     | —     | —     |
| Pistons de Détroit              | 20-52           | 140                        | 14,0  | 13,4  | 12,7  | 11,9  | 27,8  | 20,1  | —     | —     | —     | —     | —     | —     | —     | —     |
| Magic d'Orlando                 | 21-51           | 140                        | 14,0  | 13,4  | 12,7  | 11,9  | 14,8  | 26,0  | 7,1   | —     | —     | —     | —     | —     | —     | —     |
| Thunder d'Oklahoma City         | 22-50           | 115                        | 11,5  | 11,4  | 11,2  | 11,0  | 7,4   | 27,1  | 18,0  | 2,4   | —     | —     | —     | —     | —     | —     |
| Cavaliers de Cleveland          | 22-50           | 115                        | 11,5  | 11,4  | 11,2  | 11,0  | 20,0  | 18,2  | 25,5  | 8,6   | 0,6   | —     | —     | —     | —     | —     |
| Timberwolves du Minnesota       | 23-49           | 90                         | 9,0   | 9,2   | 9,4   | 9,6   | —     | 8,6   | 29,7  | 20,6  | 3,4   | 0,2   | —     | —     | —     | —     |
| Raptors de Toronto              | 27-45           | 75                         | 7,5   | 7,8   | 8,1   | 8,5   | —     | —     | 19,8  | 33,9  | 13,0  | 1,4   | <0,1  | —     | —     | —     |
| Bulls de Chicago                | 31-41           | 45                         | 4,5   | 4,8   | 5,2   | 5,7   | —     | —     | —     | 34,5  | 36,2  | 8,5   | 0,5   | <0,1  | —     | —     |
| Kings de Sacramento             | 31-41           | 45                         | 4,5   | 4,8   | 5,2   | 5,7   | —     | —     | —     | —     | 46,4  | 29,4  | 3,9   | 0,1   | <0,1  | —     |
| Pelicans de La Nouvelle-Orléans | 31-41           | 45                         | 4,5   | 4,8   | 5,2   | 5,7   | —     | —     | —     | —     | —     | 60,6  | 17,9  | 1,2   | <0,1  | <0,1  |
| Hornets de Charlotte            | 33-39           | 17                         | 1,7   | 1,9   | 2,1   | 2,4   | —     | —     | —     | —     | —     | —     | 77,6  | 13,9  | 0,5   | <0,1  |
| Spurs de San Antonio            | 33-39           | 16                         | 1,6   | 1,8   | 2,0   | 2,2   | —     | —     | —     | —     | —     | —     | —     | 84,8  | 7,5   | 0,1   |
| Pacers de l'Indiana             | 34-38           | 12                         | 1,2   | 1,3   | 1,5   | 1,7   | —     | —     | —     | —     | —     | —     | —     | —     | 92,0  | 2,3   |
| Warriors de Golden State        | 39-33           | 5                          | 0,5   | 0,6   | 0,6   | 0,7   | —     | —     | —     | —     | —     | —     | —     | —     | —     | 97,6  |

## Draft

### Légende
| ^ | Signale un joueur qui a été intronisé au Basketball Hall of Fame                                                                |
| * | Signale un joueur qui a été sélectionné pour au moins un match annuel NBA All-Star Game et une récompense annuelle All-NBA Team |
| + | Signale un joueur qui a été sélectionné pour au moins un match annuel NBA All-Star Game                                         |
| x | Signale un joueur qui a été sélectionné pour au moins une récompense annuelle All-NBA Team                                      |
| R | Signale le joueur qui a remporté le titre de NBA Rookie of the Year                                                             |

### Premier tour
| Choix | Nom               | Position           | Nationalité                      | Équipe                                                                        | Provenance                       |
| ----- | ----------------- | ------------------ | -------------------------------- | ----------------------------------------------------------------------------- | -------------------------------- |
| 1     | Cade Cunningham   | Meneur             | États-Unis                       | Pistons de Détroit                                                            | Cowboys d'Oklahoma State         |
| 2     | Jalen Green       | Arrière            | États-Unis                       | Rockets de Houston                                                            | NBA G League Ignite (G League)   |
| 3     | Evan Mobley       | Ailier fort Pivot  | États-Unis                       | Cavaliers de Cleveland                                                        | Trojans de l'USC                 |
| 4     | Scottie Barnes+ R | Ailier Ailier fort | États-Unis                       | Raptors de Toronto                                                            | Seminoles de Florida State       |
| 5     | Jalen Suggs       | Meneur             | États-Unis                       | Magic d'Orlando                                                               | Bulldogs de Gonzaga              |
| 6     | Josh Giddey       | Meneur Arrière     | Australie                        | Thunder d'Oklahoma City                                                       | Adelaide 36ers (Australie)       |
| 7     | Jonathan Kuminga  | Ailier             | République démocratique du Congo | Warriors de Golden State (de Minnesota)                                       | NBA G League Ignite (G League)   |
| 8     | Franz Wagner      | Ailier             | Allemagne                        | Magic d'Orlando (de Chicago)                                                  | Wolverines du Michigan           |
| 9     | Davion Mitchell   | Meneur             | États-Unis                       | Kings de Sacramento                                                           | Bears de Baylor                  |
| 10    | Ziaire Williams   | Ailier             | États-Unis                       | Grizzlies de Memphis (de La Nouvelle-Orléans)                                 | Cardinal de Stanford             |
| 11    | James Bouknight   | Arrière            | États-Unis                       | Hornets de Charlotte                                                          | Huskies du Connecticut           |
| 12    | Joshua Primo      | Arrière            | Canada                           | Spurs de San Antonio                                                          | Crimson Tide de l'Alabama        |
| 13    | Chris Duarte      | Arrière            | République dominicaine           | Pacers de l'Indiana                                                           | Ducks de l'Oregon                |
| 14    | Moses Moody       | Arrière            | États-Unis                       | Warriors de Golden State                                                      | Razorbacks de l'Arkansas         |
| 15    | Corey Kispert     | Ailier             | États-Unis                       | Wizards de Washington                                                         | Bulldogs de Gonzaga              |
| 16    | Alperen Şengün    | Pivot              | Turquie                          | Rockets de Houston (de Boston via Oklahoma City)                              | Beşiktaş JK (Turquie)            |
| 17    | Trey Murphy III   | Ailier             | États-Unis                       | Pelicans de La Nouvelle-Orléans (de Memphis)                                  | Cavaliers de la Virginie         |
| 18    | Tre Mann          | Meneur             | États-Unis                       | Thunder d'Oklahoma City (de Miami via Phoenix, Philadelphie et L.A. Clippers) | Gators de la Floride             |
| 19    | Kai Jones         | Pivot              | Bahamas                          | Hornets de Charlotte (de New York)                                            | Longhorns du Texas               |
| 20    | Jalen Johnson     | Ailier             | États-Unis                       | Hawks d'Atlanta                                                               | Blue Devils de Duke              |
| 21    | Keon Johnson      | Arrière            | États-Unis                       | Clippers de Los Angeles (de Dallas via New York)                              | Volunteers du Tennessee          |
| 22    | Isaiah Jackson    | Ailier fort Pivot  | États-Unis                       | Pacers de l'Indiana (des L.A. Lakers via Washington)                          | Wildcats du Kentucky             |
| 23    | Usman Garuba      | Ailier fort Pivot  | Espagne                          | Rockets de Houston (de Portland)                                              | Real Madrid (Espagne)            |
| 24    | Josh Christopher  | Arrière            | États-Unis                       | Rockets de Houston (de Milwaukee)                                             | Sun Devils d'Arizona State       |
| 25    | Quentin Grimes    | Arrière            | États-Unis                       | Knicks de New York (des L.A. Clippers)                                        | Cougars de Houston               |
| 26    | Nah'Shon Hyland   | Meneur Arrière     | États-Unis                       | Nuggets de Denver                                                             | Rams de VCU                      |
| 27    | Cameron Thomas    | Arrière            | États-Unis                       | Nets de Brooklyn                                                              | Tigers de LSU                    |
| 28    | Jaden Springer    | Arrière            | États-Unis                       | 76ers de Philadelphie                                                         | Volunteers du Tennessee          |
| 29    | Day'Ron Sharpe    | Pivot              | États-Unis                       | Nets de Brooklyn (de Phoenix)                                                 | Tar Heels de la Caroline du Nord |
| 30    | Santi Aldama      | Ailier fort Pivot  | Espagne                          | Grizzlies de Memphis (de Utah)                                                | Greyhounds de Loyola (en)        |

### Deuxième tour
| Choix | Nom                    | Position          | Nationalité        | Équipe                                                                                                | Provenance                              |
| ----- | ---------------------- | ----------------- | ------------------ | --- | --------------------------------------- |
| 31    | Isaiah Todd            | Ailier fort       | États-Unis         | Wizards de Washington (de Houston via Milwaukee et Indiana)                                           | NBA G League Ignite (G League)          |
| 32    | Jeremiah Robinson-Earl | Ailier fort Pivot | États-Unis         | Thunder d'Oklahoma City (de Détroit, via Philadelphie, L.A. Clippers et New York)                     | Wildcats de Villanova                   |
| 33    | Jason Preston          | Meneur            | États-Unis         | Clippers de Los Angeles (d'Orlando)                                                                   | Bobcats de l'Ohio                       |
| 34    | Rokas Jokubaitis       | Meneur            | Lituanie           | Knicks de New York (d'Oklahoma City)                                                                  | Žalgiris Kaunas (Lituanie)              |
| 35    | Herbert Jones          | Ailier            | États-Unis         | Pelicans de La Nouvelle-Orléans (de Cleveland, via Atlanta)                                           | Crimson Tide de l'Alabama               |
| 36    | Miles McBride          | Meneur            | États-Unis         | Knicks de New York (de Minnesota, via Golden State et Oklahoma City)                                  | Mountaineers de la Virginie-Occidentale |
| 37    | JT Thor                | Ailier fort       | États-Unis         | Hornets de Charlotte (de Toronto, via Brooklyn et Détroit)                                            | Tigers d'Auburn                         |
| 38    | Ayo Dosunmu            | Meneur            | États-Unis         | Bulls de Chicago (de La Nouvelle-Orléans)                                                             | Fighting Illini de l'Illinois           |
| 39    | Neemias Queta          | Pivot             | Portugal           | Kings de Sacramento                                                                                   | Aggies d'Utah State                     |
| 40    | Jared Butler           | Arrière           | États-Unis         | Jazz de l'Utah (de La Nouvelle-Orléans via Memphis)                                                   | Bears de Baylor                         |
| 41    | Joe Wieskamp           | Ailier            | États-Unis         | Spurs de San Antonio                                                                                  | Hawkeyes de l'Iowa                      |
| 42    | Isaiah Livers          | Ailier            | États-Unis         | Pistons de Détroit (de Charlotte, via New York)                                                       | Wolverines du Michigan                  |
| 43    | Greg Brown III         | Ailier fort       | États-Unis         | Trail Blazers de Portland (de Washington, via Utah, Cleveland, Milwaukee et La Nouvelle-Orléans)      | Longhorns du Texas                      |
| 44    | Kessler Edwards        | Ailier            | États-Unis         | Nets de Brooklyn (d'Indiana)                                                                          | Waves de Pepperdine                     |
| 45    | Juhann Begarin         | Arrière           | France             | Celtics de Boston                                                                                     | Paris Basketball (France)               |
| 46    | Dalano Banton          | Meneur            | Canada             | Raptors de Toronto (de Memphis, via Sacramento)                                                       | Cornhuskers du Nebraska                 |
| 47    | David Johnson          | Arrière           | États-Unis         | Raptors de Toronto (de Golden State, via La Nouvelle-Orléans et Utah)                                 | Cardinals de Louisville                 |
| 48    | Sharife Cooper         | Meneur            | États-Unis         | Hawks d'Atlanta (de Miami, via Portland et Sacramento)                                                | Tigers d'Auburn                         |
| 49    | Marcus Zegarowski      | Meneur            | États-Unis         | Nets de Brooklyn (d'Atlanta)                                                                          | Bluejays de Creighton                   |
| 50    | Filip Petrušev         | Pivot             | Serbie             | 76ers de Philadelphie (de New York)                                                                   | KK Mega Basket (Serbie)                 |
| 51    | Brandon Boston Jr.     | Arrière           | États-Unis         | Clippers de Los Angeles (de Portland, via Cleveland, Détroit, Dallas, Memphis et La Nouvelle-Orléans) | Wildcats du Kentucky                    |
| 52    | Luka Garza             | Pivot             | États-Unis         | Pistons de Détroit (de L.A. Lakers, via Détroit, Houston et Sacramento)                               | Hawkeyes de l'Iowa                      |
| 53    | Charles Bassey         | Pivot             | Nigeria            | 76ers de Philadelphie (de Dallas via La Nouvelle-Orléans)                                             | Hilltoppers de Western Kentucky         |
| 54    | Sandro Mamukelashvili  | Pivot             | Géorgie États-Unis | Bucks de Milwaukee (de Milwaukee, via Cleveland et Houston)                                           | Pirates de Seton Hall                   |
| 55    | Aaron Wiggins          | Arrière           | États-Unis         | Thunder d'Oklahoma City (de Denver, via Philadelphie et Golden State)                                 | Terrapins du Maryland                   |
| 56    | Scottie Lewis          | Arrière           | États-Unis         | Hornets de Charlotte (de L.A. Clippers)                                                               | Gators de la Floride                    |
| 57    | Balša Koprivica        | Pivot             | Serbie             | Pistons de Détroit (de Brooklyn via Hornets de Charlotte)                                             | Seminoles de Florida State              |
| 58    | Jericho Sims           | Ailier fort       | États-Unis         | Knicks de New York (de Philadelphie)                                                                  | Longhorns du Texas                      |
| 59    | RaiQuan Gray           | Ailier fort       | États-Unis         | Nets de Brooklyn (de Phoenix)                                                                         | Seminoles de Florida State              |
| 60    | Yórgos Kalaïtzákis     | Ailier            | Grèce              | Bucks de Milwaukee (de Utah via Indiana)                                                              | Panathinaïkos (Grèce)                   |

### Hommage
- Afin de lui rendre hommage, la NBA drafte l'arrière des Wildcats du Kentucky, Terrence Clarke, mort à l'âge de 19 ans en avril 2021 dans un accident de voiture[54]. Juste avant le 15e choix, Adam Silver demande à la famille de Clarke de monter sur scène. Terrence Clarke est donc drafté en 15e position et son nom est appelé par Adam Silver[55].